# Le Tiers Temps
Le Tiers Temps est un roman de Maylis Besserie paru le 6 février 2020 aux éditions Gallimard et lauréat du prix Goncourt du premier roman la même année.

## Historique du roman
Le roman reçoit le 11 mai 2020 le prix Goncourt du premier roman 2020 face au deux autres romans retenus dans la sélection finale, Avant que j'oublie d'Anne Pauly et Une fille sans histoire de Constance Rivière,.

## Résumé
Samuel Beckett passe les dernières années de sa vie dans la maison de retraite « Le Tiers-Temps » située rue Rémy-Dumoncel dans le 14e arrondissement de Paris, devenant quasiment le propre personnage, immobile, de l'un de ses romans.

## Éditions
- Éditions Gallimard, coll. « Blanche », 2020  (ISBN 9782072878398)[3]